# Обединено кралство Великобритания и Ирландия
Обединено кралство Великобритания и (Северна) Ирландия от 1801 до 1922 г. е официалното име на държавата Обединено кралство, заемаща Британските острови. В 1922 година, след основаването на Ирландската свободна държава, държавата получава името Обединено кралство Великобритания и Северна Ирландия.

## Създаване
Създадено е на 1 януари 1801 г. чрез сливане на кралство Великобритания (възникнало на свой ред от сливането на кралство Англия и кралство Шотландия през 1707 г.) с кралство Ирландия. Сливането става след Ирландското въстание от 1798 г. Съюзът е оформен в Акт за съюз, приет от Парламента на Ирландия и Парламента на Великобритания.
Ирландският парламент е закрит, като Ирландия следвало да получи глас в обединения парламент. Заради ирландските католици е предложено да се въведе равноправие на католиците, на което яростно се съпротивлява напълно англиканският ирландски парламент. Предложението е блокирано от крал Джордж III, който счел изравняването на католиците за нарушение на неговата коронационна клетва. Католиците все пак получават равноправие през 1829 г.

## Права за Ирландия
Дълги години ирландските политици настояват за самоуправление, наричано „хоумрул“ (на английски: Home Rule), и то почти е постигнато при британския премиер Уилям Гладстон през 1880-те години. Постоянното отсрочване на самоуправлението довежда до недоволство, после до насилие и накрая до независимост.
През 1919 г. парламентаристи от Шин Фейн сформират едностранно независим ирландски парламент в Дъблин. Следва Войната за независимост на Ирландия (1919 – 1921) и провъзгласяване на т.нар. Ирландска република (1919 – 1922) от 26 ирландски графства (католически). Другите 6 графства (протестантски), наречени Северна Ирландия, остават в състава на Обединеното кралство.

## Прекратяване на съюза
Съюзният договор е прекратен след получаване от Ирландия на независимост на 6 декември 1922 г., когато договорът между правителството на Великобритания и представители на самопровъзгласилата се Ирландска република създава Ирландската свободна държава в завършек на Войната за независимост на Ирландия.
Договорът създава самоуправляем доминион (подобно на Канада, Австралийския съюз, Нова Зеландия и др.), наречен Ирландска свободна държава, в състава на Британската империя. Той предвижда войските на Великобритания да бъдат изведени от по-голямата част от острова, новата държава да поеме дял от дълговете на дотогавашната обединена държава, а протестантска Северна Ирландия, създадена през 1920 г., да може при желание да излезе от новата държава.

## Последствия
Северна Ирландия се възползва от правото си и след 2 дена официално обявява, че се отделя от новата държава. Едва през 1927 г., в съответствие с Акта за кралския и парламентския титули, Обединеното кралство Великобритания и Ирландия е преобразувано в Обединено кралство Великобритания и Северна Ирландия. Ирландската свободна държава, в съответствие с новоприетата си конституция, се преобразува в Република Ирландия, считано от 29 декември 1937 г.

## Днес част от ...
Обединеното кралство Великобритания и Ирландия заема териториите на днешните държави:
- Република Ирландия
- Обединено кралство Великобритания и Северна Ирландия